# Hubert József
Hubert József (Pozsony, 1846. december 15. – Budapest, 1916. február 24.) magyar építész.

## Élete
Életéről kevés adat ismert. Münchenben folytatott tanulmányokat Gottfried Semper alatt. Az Osztrák–Magyar Bank építészeként „szolid barokk stílusban” a bank 32 magyarországi fiókját tervezte meg, de tervezett bérházakat is Budapesten. Jelentős műve volt a bajmóci várkastély francia gótikus stílusban való átépítése.
Részt vett az ipari építkezésekben is: számos épületet emelt a Dreher Sörgyár részére. Munkái közül sokat Móry Károllyal közösen tervezett.

## Ismert épületei
- 1876: (I.) Haris-ház, Budapest, Havas u. 5. (Móry Károllyal közösen)[7]
- 1878: Újpesti református templom, Budapest, Szent István tér 24.[6]
- 1884: Neustadt-i templom, Pozsony (Rumpelmayer Frigyessel közösen)[6]
- 1881: Treichlinger-ház, Budapest, Rákóczi út 8. (Móry Károllyal közösen)[7]
- 1886: (II.) Haris-ház, Budapest, Deák Ferenc u. 12. (Móry Károllyal közösen)[7] – az épület elpusztult, helyén a Hotel Kempinski áll[8]
- 1886: bérház, Budapest, József körút 13. (Móry Károllyal közösen)[9]
- 1886–1887: bérház, Budapest, Döbrentei utca 6. (Móry Károllyal közösen)[10]
- 1887: bérház, Budapest, Vörösmarty u. 12/b.[6]
- 1889: Dreher-palota, Budapest, Kossuth Lajos u. 4. (Móry Károllyal közösen, háborús sérülés miatt a kupolát 1948-ban elbontották)[3][7][11]
- 1889: bérház, Budapest, József körút 68.[12]
- 1890: bérház, Budapest, József körút 55-57. (Móry Károllyal közösen)[13]
- 1891–1892: bérház, Budapest, József körút 59-61. (Móry Károllyal közösen)[14]
- 1897: Haggenmacher-bérház, Budapest, Szent István körút 9.[15]
- 1897: Fischer-Bayer-bérház, Budapest, Kossuth Lajos utca 6.
- 1897–1898: Haggenmacher-bérház, Budapest, Szent István körút 11.[16]
- 1898-1899: Dreher-bérház, Budapest, Wesselényi utca 2-4.[17]
- 1899: Chmel-bérpalota, Budapest, Belgrád rakpart 25.[18]
- 1901: Külső Hubert-házak, Budapest, Üllői út 361-363.[19]
- 1902: Belső Hubert-házak, Budapest, Madách Imre 15-17.[19]
- 1903–1904: Kereskedelmi és Iparkamra, Pozsony[20][21]
- 1904: Kisbirtokosok Országos Földhitelintézete, Budapest, Garibaldi u.[20][22]
- 1911 k.: Budapesti Általános Villamossági Rt. gyárépületkomplexum neoklasszicista része, Budapest, Hegedűs Gyula u. 83-87. / Tutaj u. 6/A-B / Visegrádi u. 74-78. / Bessenyei u. 14-16. (az épületek egy részét Pucher József tervezte) – 1992-ben elbontásra került, helyén ma a Cézár Ház lakópark áll[23]
- 1912: bérház, Budapest, Reáltanoda utca 11.[24]
- 1913–1914: bérház, Budapest, Veres Pálné utca 10.[25]
- ?: Tengerészeti hatóság épülete, Fiume[20]
- ?: Pásztory-palota, Pozsony[20]
- ?: Takarékpénztár, Arad-csanád[20]

Számos épületet tervezett 1884-től az 1910-es évekig a Dreher Sörgyár részére.
A Heinrich-féle vaskereskedés egy része is az ő tervei alapján készült:
- 1892–1893: U alaprajzú, reprezentatív, háromemeletes épület (Móry Károllyal közösen)
- 1907: kétemeletes raktárépület

(Az épületkomplexumhoz 1912-ben  Sándy Gyula is tervezett egy újabb épületet.)

### Síremlékek
- ?: Edelsheim-Gyulai család, Nyitra[20]
- ?: Aich-család, Budapest[20]

### Tervben maradt épületek
10-nél több alkalommal vett részt tervpályázatokon.  Ismertek ezek közül:
- 1907?: Belvárosi Takarékpénztár (Párisi udvar), Budapest, Ferenciek tere[29]

## Egyéb irodalom
- http://www.ilyenisvoltbudapest.hu/ilyen-is-volt/nyolcadik-kerulet-jozsefvaros/tag/Hubert%20%C3%A9s%20M%C3%B3ry%20iroda